# 1875 Neruda
Az 1875 Neruda (ideiglenes jelöléssel 1969 QQ) a Naprendszer kisbolygóövében található aszteroida. Luboš Kohoutek fedezte fel 1969. augusztus 22-én.